# کمیسیون مرکزی نظامی (چین)
منظور از کمیسیون مرکزی نظامی (一个机构两块牌子) دو سازمان نظامی موازی حزب کمونیست چین و جمهوری خلق چین است: کمیسیون مرکزی نظامی حزب کمونیست چین, از ارگان‌های حزبی زیرمجموعهٔ کمیته مرکزی حزب کمونیست چین، و کمیسیون مرکزی نظامی جمهوری خلق چین, از ارگان‌های دولتی مرکزی زیرمجموعهٔ کنگره ملی خلق، که شاخهٔ نظامی حکومت ملی است.
فرماندهی و کنترل ارتش آزادی‌بخش خلق، پلیس مسلح خلق و میلیشیای  ارتش آزادی‌بخش خلق تحت نام «کمیسیون مرکزی نظامی دولتی» اعمال می‌شود و تحت نظارت کمیته دائمی کنگره ملی خلق قرار دارد. این کمیسیون به‌طور نامی عالی‌ترین نهاد سیاستگذاری نظامی و رئیس آن که از سوی کنگره ملی خلق انتخاب می‌شود، فرمانده کل نیروهای مسلح تلقی می‌شود.
در واقعیت، فرماندهی و کنترل ارتش آزادیبخش خلق هنوز در دست کمیسیون مرکزی نظامی کمیته مرکزی حزب کمونیست چین— کمیسیون مرکزی نظامی حزبی قرار دارد.
هر دو کمیسیون از لحاظ اعضا یکسانند، ولی در واقع یک نهاد مشابه را تحت دو نام متفاوت (که به آن 一个机构两块牌子, yígè jīgòu liǎngkuài páizi گفته می‌شود) شکل می‌دهند تا در هر دو نظام حکومتی دولتی و حزبی بگنجد. رئیس هر دو کمیسیون هم‌اکنون شی جین پینگ است، که دبیرکل حزب کمونیست چین و رهبر عالی‌مقام است.